# Coxcatlán (San Luis Potosí)
Coxcatlán (del náhuatl: Koskatlan ‘Lugar de joyas’) es una localidad del estado mexicano de San Luis Potosí, cabecera del municipio homónimo.

## Ubicación
Coxcatlán se encuentra en la ubicación 21°32′19″N 98°54′19″O / 21.53861, -98.90528, a una altura aproximada de 200 m s. n. m.
La zona urbana ocupa una superficie aproximada de 1.05 km².

## Demografía
Según los datos registrados en el censo de 2020, la población de Coxcatlán es de 2243 habitantes, lo que representa un decrecimiento promedio de -1.5% anual en el período 2010-2020 sobre la base de los 2605 habitantes registrados en el censo anterior. Al año 2020 la densidad poblacional era de 2135 hab/km².
| Gráfica de evolución demográfica de Coxcatlán entre 2000 y 2020   |
|                                                                   |
| Fuente: Instituto Nacional de Estadística Geografía e Informática |

La población de Coxcatlán está mayoritariamente alfabetizada, (3.79% de personas mayores de 15 años analfabetas, según relevamiento del año 2020), con un grado de escolaridad en torno a los 10.5 años. El 54.61% de los habitantes se reconoce como indígena. 

El 73.8% de los habitantes de Coxcatlán profesa la religión católica.
En el año 2010 estaba clasificada como una localidad de grado bajo de vulnerabilidad social. Según el relevamiento realizado, 656 personas de 15 años o más no habían completado la educación básica, —carencia conocida como rezago educativo—, y 659 personas no disponían de acceso a la salud.